# Abbaye territoriale d'Orosh
L'abbaye territoriale d'Orosh, aussi appelée abbaye de Mirditë et abbaye Saint-Alexandre d'Orosh est une abbaye territoriale bénédictine située à Orosh dans la région de la Mirdita, en Albanie. Dédiée à saint Alexandre de Lyon, elle est détruite sous le régime communiste avant d'être reconstruite.

## Historique
Par décret pontifical du 25 octobre 1888, l'abbaye territoriale d'Orosh et ses deux paroisses affiliées, ainsi que cinq autres paroisses, sont retirées de la juridiction du diocèse de Lezhë (en).
En 1890, trois paroisses du diocèse de Sapë (it) sont placées sous la direction de l'abbaye, de même que cinq paroisses de Lezhë en 1894.
Durant la période ottomane de l'Albanie, la région est peuplée de musulmans, d'orthodoxes et de catholiques. Au début du XXe siècle, on recense 16 550 catholiques dans la région, accompagnée par le clergé régulier et séculier. L'abbé d'Orosh est choisi parmi le clergé séculier. Mgr Prend Doçi (en), abbé d'Orosh, est né à Bulgëri le 7 février 1846. Les Franciscains tiennent une paroisse et un hôpital à Gomsiqe.

## Images

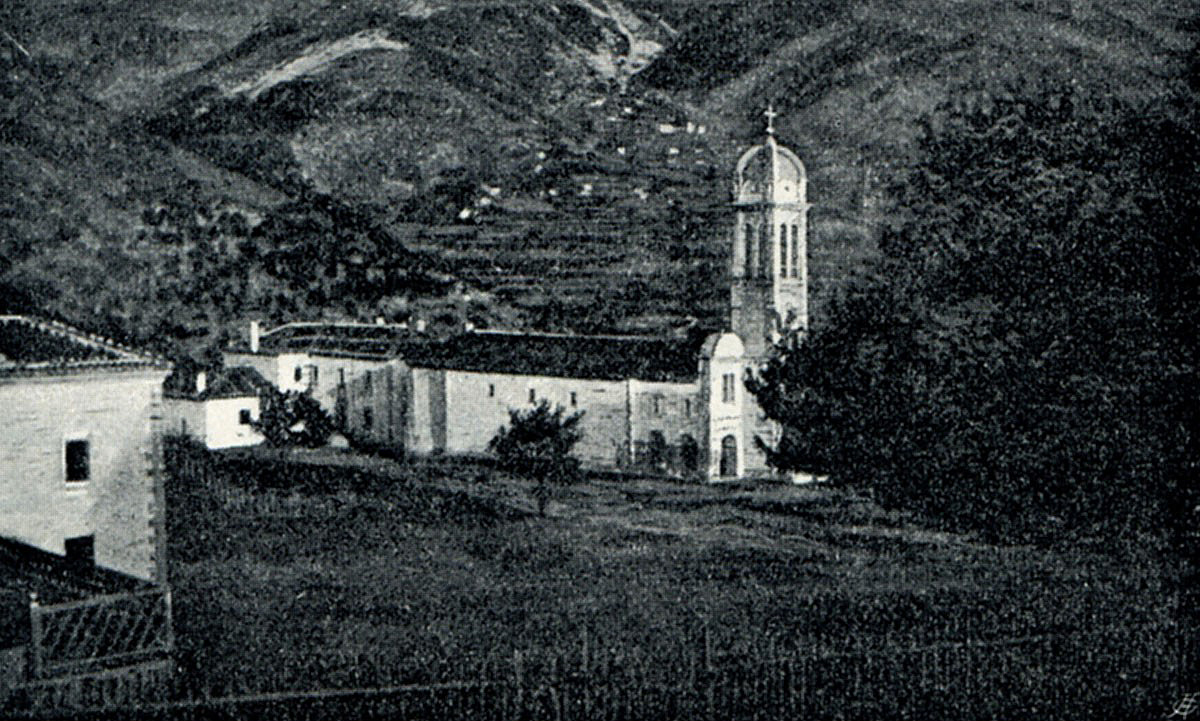
L'église d'Orosh en 1903
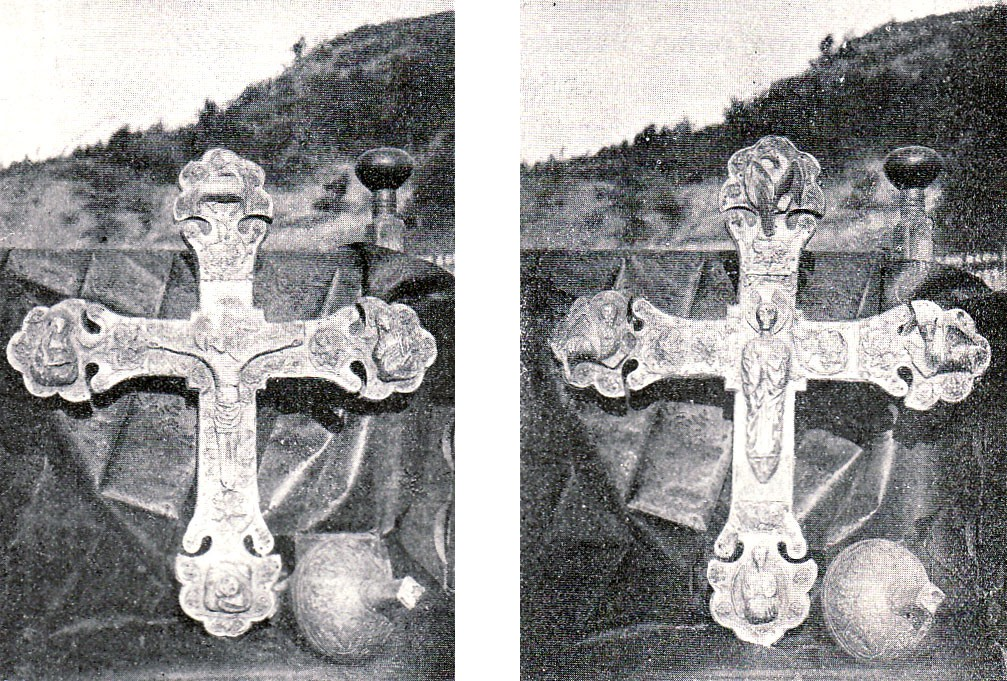
Une croix de procession à l'église Saint-Alexandre d'Orosh dans les années 1890
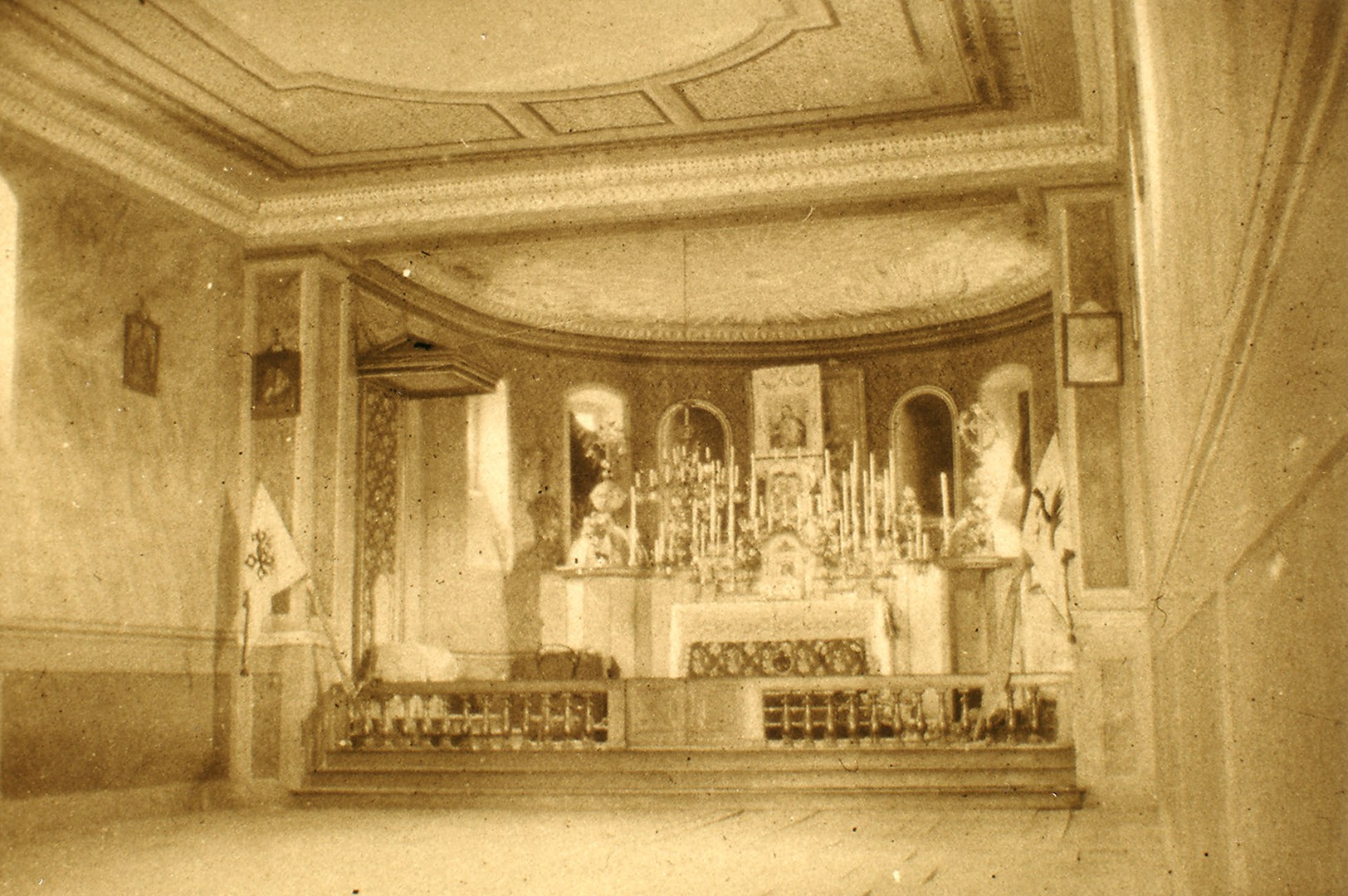
L'intérieur de l'église Saint-Alexandre d'Orosh en 1905
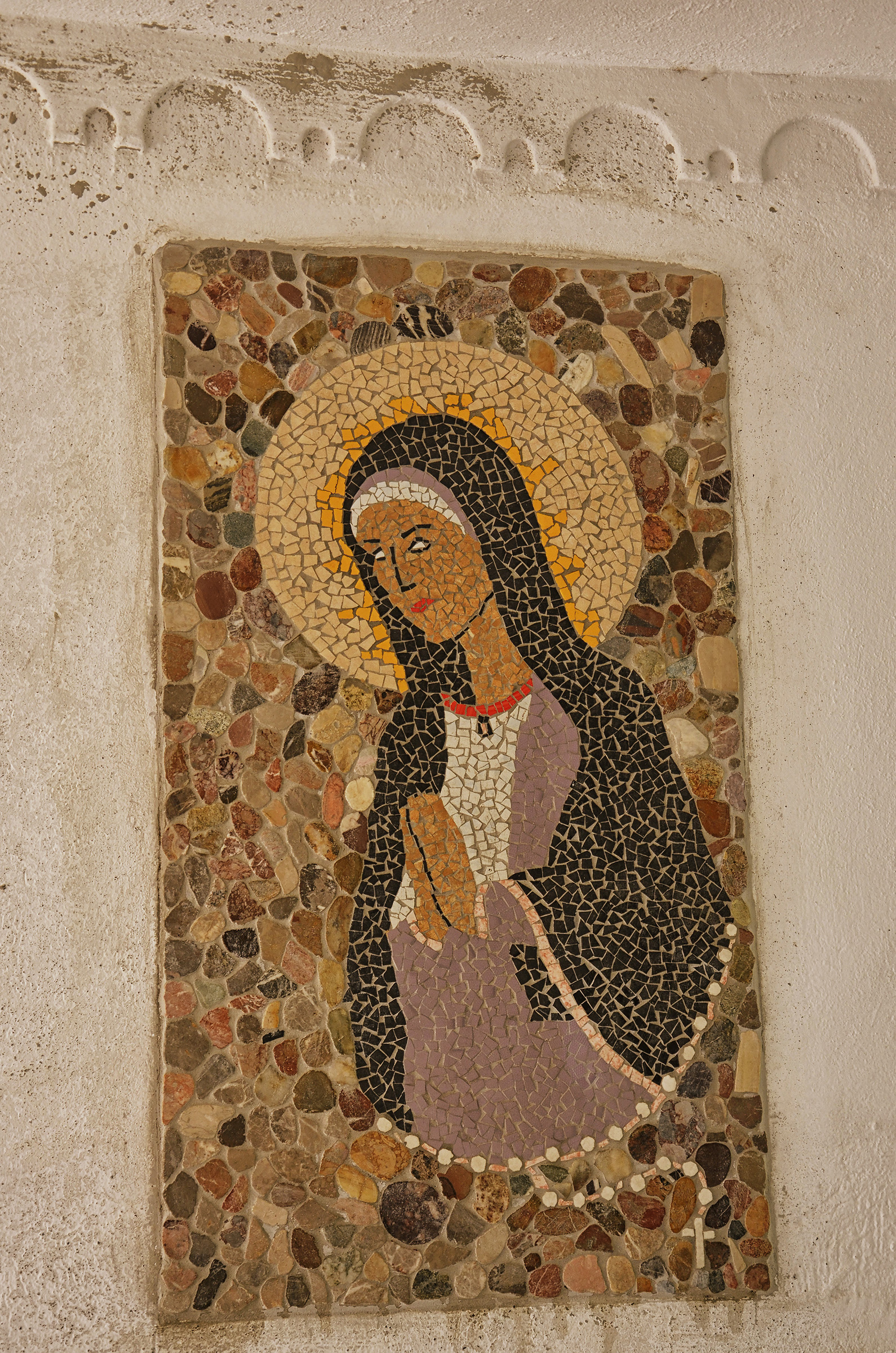
Mosaïque de la Vierge sur le portique de l'église d'Orosh en 2018
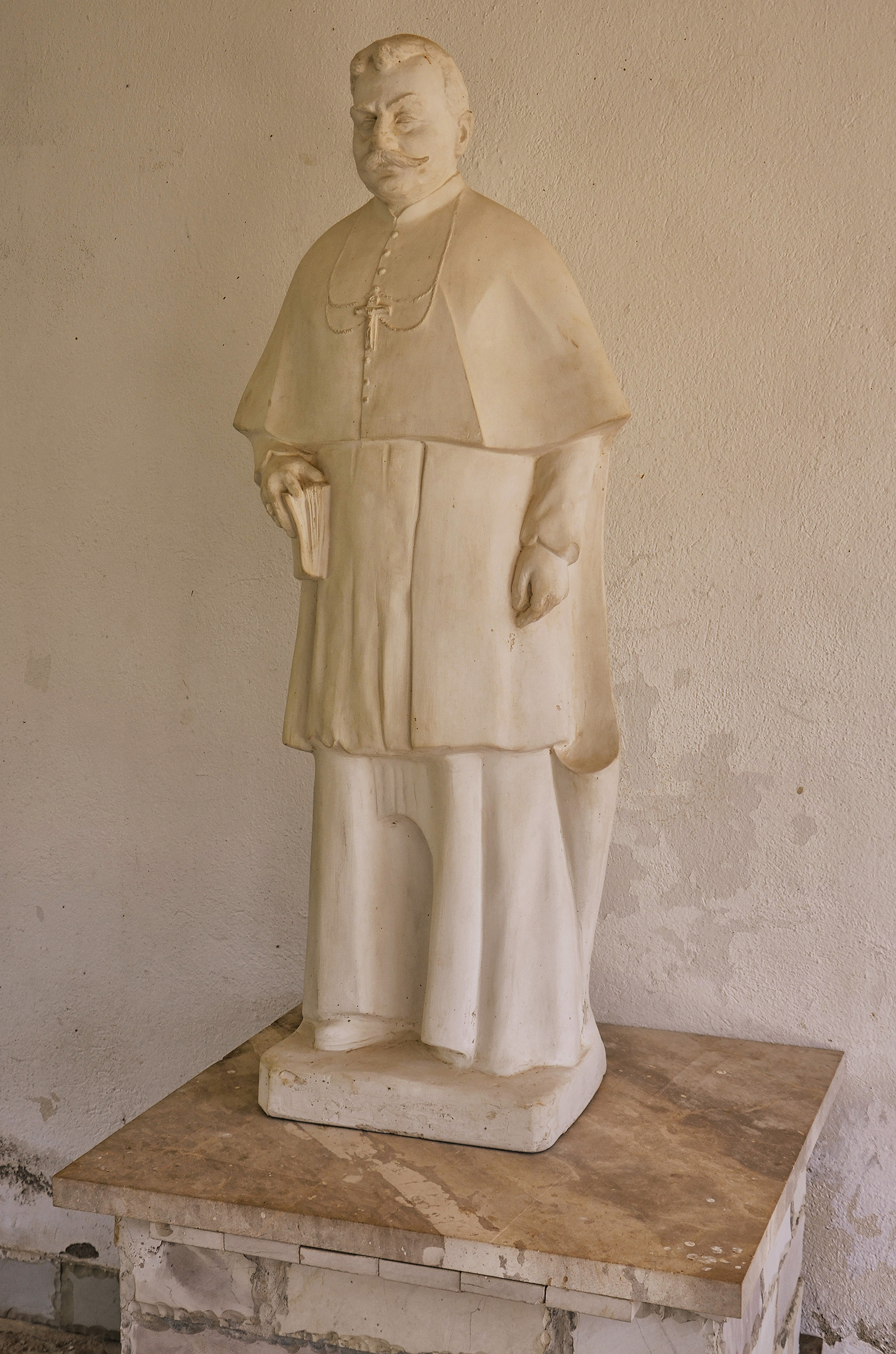
Sculpture de Preng Doçi (en) sur le portique de l'église d'Orosh en 2018

## Sources
- (en) Cet article est partiellement ou en totalité issu de l’article de Wikipédia en anglais intitulé « Territorial Abbey of Orosh » (voir la liste des auteurs).
- (en)  Cet article contient des extraits traduits d'un article de la Catholic Encyclopedia dont le contenu se trouve dans le domaine public. (article (en) Abbey of Miridite (Wikisource anglophone) sur Wikisource)